# Anti-Gesichtsverhüllungsgesetz
Das österreichische Anti-Gesichtsverhüllungsgesetz (Abkürzung AGesVG) verbietet es an öffentlichen Orten oder in öffentlichen Gebäuden, seine Gesichtszüge durch Kleidung oder andere Gegenstände in einer Weise zu verhüllen oder verbergen, dass man nicht mehr erkennbar ist. Zu den öffentlichen Orten zählen auch Bus und Bahn, Flugzeuge sowie Schiffe. Wesentlich ist für diese Orte und Gebäude, dass ein Personenkreis Zutritt hat, der nicht im Voraus beschränkt ist. Verstöße gegen das Verbot können mit bis zu 150 Euro Strafe geahndet werden (§ 2 Abs. 1 AGesVG).
Ausgenommen vom Verbot sind Verhüllungen, die im Rahmen künstlerischer, kultureller oder traditioneller Veranstaltungen oder im Rahmen der Sportausübung erfolgen oder gesundheitliche oder berufliche Gründe haben. Weitere Ausnahmen können durch Bundes- oder Landesgesetz vorgesehen werden (§ 2 Abs. 2 AGesVG). Beschlossen wurde das Gesetz mit den Stimmen der Koalition von SPÖ und ÖVP.

## Ziele
Ziele dieses Bundesgesetzes sind laut Gesetzestext „die Förderung von Integration durch die Stärkung der Teilhabe an der Gesellschaft und die Sicherung des friedlichen Zusammenlebens in Österreich“. Des Weiteren heißt es dort: „Integration ist ein gesamtgesellschaftlicher Prozess, dessen Gelingen von der Mitwirkung aller in Österreich lebenden Menschen abhängt und auf persönlicher Interaktion beruht“ (§ 1 AGesVG).
Das Verbot der Vermummung bei Demonstrationen und anderen Versammlungen ist im § 9 Versammlungsgesetz festgelegt (Vermummungsverbot).

## Umsetzung
Kurz nach dem Inkrafttreten sorgte die Vollziehung des Gesetzes für zahlreiche Medienberichte. In Wien wurde ein Mann, der in einem Spielwarenladen als kostümierte Werbefigur tätig war, aufgrund eines Notrufs von drei Exekutivbediensteten überprüft. Beim österreichischen Parlament wurden Filmaufnahmen der Demokratiewerkstatt für Kinder unterbrochen, als ein als Hasenmaskottchen kostümierter Mitwirkender des Projekts der Polizei sein Gesicht zeigen musste, die dann aber doch auf eine erlaubte künstlerische Berufsausübung erkannte.
In einem weiteren Fall hatte sich eine Radfahrerin auf dem Heimweg einen Wollschal ins Gesicht gezogen und wurde deswegen bei der Landespolizeidirektion Wien angezeigt. Gleichfalls angezeigt wurde ein Mitarbeiter eines Computerhandels, der ein Haikostüm trug. Bei Bedeckung des Gesichts aufgrund von Kälteempfindlichkeit wegen Zahnschmerzen verlangt die Polizei nun ein ärztliches Attest. Gesichtsschutz beim Radfahren sei nach Behördenansicht erst bei Minusgraden zulässig. Nach Polizeiangaben betrafen gerade einmal vier der rund 30 Vollzugshandlungen in den ersten zwei Wochen nach Inkrafttreten des Gesetzes Burkas. Die Neue Zürcher Zeitung äußerte, Österreich habe sich hier der Lächerlichkeit preisgegeben. Im Februar 2018 wurde das Verfahren eingestellt. Der Anwalt der Betroffenen prüft nun die Erhebung einer Amtshaftungsklage, um die Rechtmäßigkeit des Gesetzes durch ein Gericht doch noch kontrollieren zu lassen.

## Kritik
Zum AGesVG äußerten sich mehrere Organisationen kritisch, zum Beispiel brachte Amnesty International dem Gesetz gegenüber „schwerwiegende menschen- und verfassungsrechtliche Bedenken“ vor, es greife „unzulässigerweise in verfassungsgesetzlich gewährleistete Grundrechte ein“. Das Ziel des Gesetzes (Teilhabe am gesellschaftlichen Zusammenleben) wird durch ein solches Verbot als nicht erreichbar angesehen. Amnesty empfiehlt stattdessen, „die Diskriminierung an sich zu bekämpfen, nicht aber bloß populistische Symptombekämpfung vorzunehmen“.
Auch die Anti-Diskriminierungsstelle des Bundeslandes Steiermark äußert Kritik und weist auf den EGMR hin, der im Urteil 43835/11 das französische Verhüllungsverbot als rechtmäßig erachtete, aber gleichzeitig einen engen Rahmen setzte, den die Anti-Diskriminierungsstelle im AGesVG jedoch nicht erfüllt sieht: „Diesen Eingriff in das Recht auf freie Religionsausübung mit dem Zwang zu Integration und sozialer Interaktion zu begründen, ist eine völlig andere Argumentation und widerspricht der Ansicht des EGMR in der zitierten Entscheidung“. Auch die in § 2 Abs. 2 definierten Ausnahmen zeigen: „Die einzige de facto unerwünschte Gesichtsverhüllung ist – ohne dies dezidiert auf diskriminierende Weise zu erwähnen –, die Gesichtsverschleierung von muslimischen Frauen.“
SOS Mitmensch steht dem Tragen von Kleidung, die auch das Gesicht verhüllt, kritisch gegenüber, sieht im Gesetz aber keine Maßnahme, die Selbstbestimmtheit fördere, sondern Zwang ausübe und zum „Rückzug“ anrege.
Der Österreichische Rechtsanwaltskammertag sieht das AGesVG als „gleichermaßen unnötig wie ungeeignet und grundrechtlich bedenklich“. Es wird weiters kritisiert, dass im Falle einer erzwungenen Verhüllung durch Dritte „mit einem solchen Verbot just das Opfer dieses Zwangs, nicht aber der Täter getroffen“ werde. Das in § 1 AGesVG beschriebene Ziel zur „Ermöglichung zwischenmenschlicher Kommunikation“ wird zwar als wesentlicher Faktor erachtet, gleichzeitig besteht aber auch das „Recht freiwillig […] auf die Teilnahme an dieser Kommunikation zu verzichten. Dieser Verzicht darf nicht nur, er muss jedem Menschen in Österreich freigestellt bleiben.“